# Sasa longiligulata
Sasa longiligulata är en gräsart som beskrevs av Mcclure. Sasa longiligulata ingår i släktet sasabambu, och familjen gräs. Inga underarter finns listade i Catalogue of Life.